# یژی انگل
یژی انگل (پرتغالی: Jerzy Engel؛ زادهٔ ۶ اکتبر ۱۹۵۲) بازیکن سابق و مربی فوتبال اهل لهستان است.
از باشگاه‌هایی که در آن بازی کرده‌است می‌توان به باشگاه فوتبال پولونیا ورشو اشاره کرد.